# Йордан Василев (БКП)
Йордан Василев Иванов е български машиностроител и политик от БКП.

## Биография
Роден е на 22 август 1923 г. в София. Член на РМС. Работи като чирак във Военноинженерната работилница. След това започва работа в частната фабрика „Орел“ като стругар. По време на българското участие във Втората световна война служи в бронирания полк. След завръщането си започва работа в Трамвайното депо, а след това във фабриката „Шести септември“. С указ № 710 от 26 септември 1968 г. е обявен за герой на социалистическия труд. От 1970 г. работи в Института по електро- и мотокари. Бил е член на Бюрото на Кирковския районен комитет на БКП и член на Градския комитет на БКП в София. В периода 25 април 1971 – 4 април 1981 г. е член на ЦК на БКП. Носител е още на „Орден на труда“ – златен, „Червено знаме на труда“, „Народна свобода 1941 – 1944 г.“ II ст., „9 септември 1944 г.“ и други.